# Liste von Autoren/F

## Fa
Kurt Faber (1883–1929), D
Jan Fabricius (1871–1964), NL
Johann Albert Fabricius (1668–1736), D
Johan Fabricius (1899–1981), NL
Lillian Faderman (* 1940), US
Peter Faecke (1940–2014), D
Sait Faik (1906–1954), TR
Colin Falconer (* 1953), GB
Knut Faldbakken (* 1941), NO
Giorgio Faletti (1950–2014), IT
Gustav Falke (1853–1916), D
Konrad Falke (1880–1942), CH
Oriana Fallaci (1929–2006), IT
Hans Fallada (1893–1947), D
György Faludy (1910–2006), HU
Alfred Fankhauser (1890–1973), CH
John Fante (1909–1983), USA
Daniel Faria (1971–1999), PT
Attila Márton Farkas (* 1965), HU
Walter Farley (1915–1989), US
George Farquhar (~1677–1707), IRL
David Farrell (* 1977), US
James Gordon Farrell (1935–1979), GB/IRL
Mick Farren (1943–2013), GB
Howard Fast (1914–2003), US
Sherko Fatah (* 1964), D
William Faulkner (1897–1962), US
Sebastian Faulks (* 1953), GB
Jörg Fauser (1944–1987), D
Wolfgang Max Faust (1944–1993), D
Giuseppe Fava (1925–1984), IT
Jean Favier (1932–2014), FR

## Fe
Jan Feddersen (* 1957), D
Heinrich Federer (1866–1928), CH
Raymond Federman (1928–2009), FR / US
Reinhard Federmann (auch Randolph Mills; 1923–1976), AT
Jürg Federspiel (1931–2007), CH
Christine Feehan (* 19**), US
Gerdt Fehrle (* 1961), D
Johann Hinrich Fehrs (1838–1916), D
Anatol Feid (1942–2002), D
Reshad Feild (1934–2016), GB
David B. Feinberg (1956–1994), US
Leslie Feinberg (1949–2014), US
Barthold Feind (1678–1721), D
David Feintuch (1944–2006), US
Raymond Feist (* 1945), US
François Fejtő (1909–2008), HU / FR
Wilfried Feldenkirchen (1947–2010), D
Franz Michael Felder (1839–1869), AT
Robert Feldhoff (1962–2009), D
Paul Felgenhauer (1593–1677 [?]), D
Rudolf Felmayer (1897–1970), AT
Ludwig Fels (1946–2021), D
Philipp Felsch (* 1972), D
Monika Felten (* 1965), D
Otto Fenichel (1897–1946), AT
James Fenton (* 1949), GB
Edna Ferber (1887–1968), US
Marilyn Ferguson (1938–2008), US
Niall Ferguson (* 1964), GB
Janko Ferk (* 1958), AT
Lawrence Ferlinghetti (1919–2021), US
Patrick Leigh Fermor (1915–2011), GB
Dominique Fernandez (* 1929), FR
Joachim Fernau (1909–1988), D
Jérôme Ferrari (* 1968), FR
Paolo Ferrari (1822–1889), IT
Ernesto Ferrero (1938–2023), IT
Robert Ferro (1941–1988), US
Karen-Susan Fessel (* 1964), D
Gustav von Festenberg (1892–1968), AT
Iring Fetscher (1922–2014), D
Lion Feuchtwanger (1884–1958), D
Nikolaus Fey (1881–1956), D

## Ff
Jasper Fforde (* 1961), GB

## Fi
Hubert Fichte (1935–1986), D
Joseph Ficko (1772–1843)
Edward Field (* 1924), US
Michael Field (Katherine Harris Bradley und Edith Emma Cooper), GB
Henry Fielding (1707–1754), GB
Joy Fielding (* 1945), CAN
Sarah Fielding (1710–1768), GB
Günter Figal (1949–2024), D
Marcelo Figueras (* 1962), ARG
Jürgen Fijalkowski (1928–2014), D
Gottfried Finckelthaus (1614–1648), D
Ludwig Finckh (1876–1964), D
Kurt Arnold Findeisen (1883–1963), D
Joseph Finder (* 1958), US
Andreas Findig (1961–2018), AT
Fritz Fink (1893–1945), D
Ida Fink (1921–2011), PL/ISR
Peter Finkelgruen (* 1942), D
Alain Finkielkraut (* 1949), FR
Ian Hamilton Finlay (1925–2006), GB
Erasmus Finx (1627–1694), D
Johann Fischart (1546–1590), D
Erica Fischer (* 1943), AT
Hervé Fischer (* 1941), FR / CAN
Johann Georg Fischer (1816–1897), D
Louis Fischer (1896–1970), US
Marie Louise Fischer (1922–2005), D
Arthur Fischer-Colbrie (1895–1968), AT
Wilhelm Fischer-Graz (1846–1932), AT
Peter Fisher (1944–2012), US
Joshua Fishman (1926–2015), US
Robert Fisk (1946–2020), GB
Sebastian Fitzek (* 1971), D
F. Scott Fitzgerald (1896–1940), US
Zelda Fitzgerald (1900–1948), US
Constantine Fitzgibbon (1919–1983), IRL
Louise Fitzhugh (1928–1974), US

## Fl
Karl-Hermann Flach (1929–1973), D
Ennio Flaiano (1910–1972), IT
Cäsar Flaischlen (1864–1920), D
Otto Flake (1880–1963), D
Janet Flanner (1892–1978), US
Kurt Flasch (* 1930), D
Curth Flatow (1920–2011), D
Gustave Flaubert (1821–1880), FR
Friedrich Hermann Flayder (1596–1644), D
Ossip K. Flechtheim (1909–1998), D
Max Fleischer (1880–1941)
Marieluise Fleißer (1901–1974), D
Ian Fleming (1908–1964), GB
Paul Fleming (1609–1640)
Walter Flex (1887–1917)
Fedor Flinzer (1832–1911)
Andreas Flitner (1922–2016)
Cynthia Flood (* 1940), CAN
Catalin Dorian Florescu (* 1967), CH
Radu Florescu (1925–2014), RO
Manfred Flügge (1946–2025), D
Werner Flume (1908–2009), D
Vilém Flusser (1920–1991)
Vince Flynn (1966–2013), US

## Fo
Gorch Fock (1880–1916)
Robert Focken (1963), D
Walter Foelske (1934–2015), D
David Foenkinos (1974), FR
Jonathan Safran Foer (1977), US
Rodolfo Fogwill (1941–2010), AR
Vicente Molina Foix (* 1946), SP
Ken Follett (1949), GB
Charles de Fontaine
Theodor Fontane (1819–1898), D
Ford Madox Ford (1873–1939), GB
John M. Ford (1957–2006), US
Michael Thomas Ford (* 1968), US
Richard Ford (1944), US
Auguste Forel (1848–1931), CH
Eva Forest (1928–2007), ES
Cecil Scott Forester (1899–1966)
George Forestier (1921–1951)
Katherine V. Forrest (1939), CA
Viviane Forrester (1925–2013), FR
Wilhelm August Förstemann (1791–1836), D
Edward Morgan Forster (1879–1970)
Jeannette Howard Foster (1895–1981), US
Johann Georg Forster (1754–1794)
Margaret Forster (1938–2016), GB
Rudolf Förster (1926–2017), D
Elisabeth Förster-Nietzsche (1846–1935), D
Frederick Forsyth (1938–2025), GB
Dieter Forte (1935–2019), D
Mario Fortunato (* 1958), IT
Venantius Fortunatus (536–610)
Ugo Foscolo (1778–1827), IT
Jon Fosse (1959), NO
Karin Fossum (1954), NO
Michel Foucault (1926–1984), FR
Friedrich de la Motte Fouqué (1777–1843)
John Fowles (1926–2005), GB
Edward Fox (1958), US
Paula Fox (1923–2017), US

## Fr

### Fra–Fre
Irène Frain (1950), FR
Ruwim Frajerman (1891–1972), SU
Janet Frame (1924–2004), NZ
Anatole France (1844–1924), FR
David France (* 1959), US
Franz Karl Franchy (1896–1972), AT
David Francis (* 1958), AUSTR
Dick Francis (1920–2010), GB
H. G. Francis (1936–2011), D
Erasmus Francisci (1627–1694), D
Hermann Franck (1802–1855), D
Johann Franck (1618–1677), D
Julia Franck (* 1970), D
Michael Erich Franck (1691–1721), D
Abraham von Franckenberg (1593–1652), D
Veronica Franco (1546–1591), IT
Arno Frank (1968)
Bruno Frank (1887–1945), D
Leonhard Frank (1882–1961), D
Nathaniel Frank, US
Martin Frank (* 1950), SCHW
Suzanne Frank (1967), US
Herbert W. Franke (1927–2022), AT
Herman Franke (1948–2010), NL
Patrick Franke (* 1967), D
Ludwig August Frankl von Hochwart (1810–1894), AT
Viktor Frankl (1905–1997), AT
Andreas Franz (1954–2011), D
Michael Franz (* 1937), D
Peter Franz (* 1941), D
Jonathan Franzen (* 1959), US
Carlo Maria Franzero (1892–1986), IT
Karl Emil Franzos (1848–1904), AT
Ilse Frapan (1849–1908), D
Naim Frashëri (1846–1900), AL
Marianne Fredriksson (1927–2007), SE
Jonathan Freedland (* 1967), GB
Nicolas Freeling (1927–2003), GB
Norbert Frei (* 1955), D
Ferdinand Freiligrath (1810–1876), D
Johannes Freinsheim (1608–1660), D
Paulo Freire (1921–1997), BR
Roberto Freire (1927–2008), BR
David French (1939–2010), CAN
Marilyn French (1929–2009), US
Tana French (* 1973)
Gustav Frenssen (1863–1945), D
Elisabeth Frenzel (1915–2014), D
Herbert A. Frenzel (1908–1995), D
Anna Freud (1895–1982), AT / GB
Clement Freud (1924–2009), GB
Esther Freud (* 1963), GB
Lisa Freund (1951–2024), D
Sigmund Freud (1856–1939), AT
Kaspar Freuler (1887–1969), CH
Peter Freund (* 1952), D
Alexander Moritz Frey (1881–1957), D
Hans Frey (1949–2024), D
James Frey (* 1969), US
Gustav Freytag (1816–1895), D

### Fri–Frz
Nancy Friday (1933–2017), US
Kurt Frieberger (1883–1970), AT
Amelie Fried (1958), D
Erich Fried (1921–1988), AT
Hédi Fried (1924–2022), SE
Ludwig von Friedeburg (1924–2010), D
Egon Friedell (1878–1938), AT
Jürgen Friedenberg (1934–2012), D
Richard Friedenthal (1896–1979), D/GB
Boris Friedewald (1969), D
Salomo Friedlaender (1871–1946), D
Saul Friedländer (1932)
David D. Friedman (1945)
Milton Friedman (1912–2006)
Horst Friedrich (1931–2015), D
Jörg Friedrich (1944), D
Willi Friedrich (1948)
Brian Friel (1929–2015), IRL
Wilhelm Ruprecht Frieling (1952), D
Fritz Rudolf Fries (1935–2014), D
Matthias Frings (* 1953), D
Bernard Friot (1951), FR
Max Frisch (1911–1991)
Paul Frischauer (1898–1977)
Nicodemus Frischlin (1547–1590), D
Barbara Frischmuth (1941–2025), AT
Roman Frister (1928–2015)
Ahasverus Fritsch (1629–1701), D
Gerhard Fritsch (1924–1969), AT
Jack Fritscher (* 1939), US
Gabriele Fritsch-Vivié, D
Walter Helmut Fritz (1929–2010), D
Susanne Fröhlich (1962), D
Erich Fromm (1900–1980), D/US
Jeaniene Frost (1974), US
Robert Lee Frost (1874–1963), US
Carlo Fruttero (1926–2012), IT
Christopher Fry (1907–2005), GB
Stephen Fry (1957), GB
Richard Nelson Frye (1920–2014), US

## Fu
Dieter R. Fuchs (* 1952), D
Gerd Fuchs (1932–2016), D
Günter Bruno Fuchs (1928–1977), D
Hanns Fuchs (1881–19?), D
Jürgen Fuchs (1950–1999), DDR
Michael Fuchs-Gamböck (* 1965), D
Werner Fuchs-Heinritz (1941–2018), D
Carlos Fuentes (1928–2012), MEX
Franz Fühmann (1922–1984), DDR
Caritas Führer (* 1957), DDR
Horst Fuhrmann (1926–2011), D
Ladislav Fuks (1923–1994), CS
Ludwig Fulda (1862–1939), D
Wes Funk (1969–2015), CDN
Cornelia Funke (* 1958), D
Frank Furedi (* 1947), GB
Martin Furian (1932–2020), D
Erna Furman (1926–2002), A, CS, USA
Louis Fürnberg (1909–1957), CS, DDR
Johanna Fürstauer (1931–2018), A
Peter Fürstenau (1930–2021), D
Peter Furth (1930–2019), D
Füruzan (1932–2024), TR
Paul Fussell (1924–2012), US
Gertrud Fussenegger (1912–2009), A
Fuzūlī (1495–1556), IRQ

## Fy
Frances Fyfield (* 1948), GB